# Convertitore tensione-frequenza
I convertitori tensione-frequenza (VFC: voltage to frequency converter) sono circuiti elettronici che forniscono in uscita un segnale a onda quadra con frequenza proporzionale al valore della tensione applicata in ingresso; l'intervallo di frequenza si estende di solito da pochi hertz a 10 kHz e, per certi dispositivi, da 0,1 Hz a 100 Hz.

## Tecniche di utilizzo
I convertitori tensione-frequenza sono molto utilizzati nel campo della conversione analogico-digitale e dell'acquisizione e trasmissione di segnali analogici.

### Conversione analogico-digitale
Un segnale analogico prelevato direttamente dall'uscita di un trasduttore viene amplificato e convertito in una serie di impulsi dal convertitore VFC posto nelle vicinanze del trasduttore stesso. Gli impulsi vengono inviati su un comune doppino ad un contatore digitale a n bit abilitato a contare per un certo periodo di tempo prefissato T. Al termine di ogni conteggio si presenteranno valori digitale proporzionali al segnale fornito dal trasduttore.

Questa tecnica di conversione analogico-digitale si rivela piuttosto lenta a causa dell'elevato valore dell'intervallo di conteggio T richiesto per ottenere una buona risoluzione nella conversione. Tuttavia, sia per il fatto che la conversione nei VFC è realizzata all'interno di circuiteria integrata sia perché il segnale analogico è sostanzialmente convertito in un segnale digitale modulato in frequenza, il sistema è abbastanza insensibile a rumore.

### Trasmissione del segnale analogico
Un segnale analogico prelevato da un trasduttore e preparato tramite un opportuno amplificatore viene convertito in una serie di impulsi da un dispositivo VFC. A questo punto il segnale, essendo un segnale digitale modulato in frequenza, risulta essere molto resistente al degrado dovuto a rumore elettrico proveniente dall'esterno del sistema. Tale segnale si adatta molto bene ad essere trasmesso su un semplice doppino anche per notevoli distanze: fino a circa 30 metri o anche fino  a centinaia di metri se si interviene opportunamente sulla linea. Una volta che il segnale è giunto a destinazione viene nuovamente convertito tramite un convertitore frequenza-tensione (FVC: frequency to voltage converter) che fornisce in uscita una tensione proporzionale alla frequenza degli impulsi in ingresso. In questo modo si ricostruisce il segnale analogico di origine proveniente dal trasduttore.

## Principio di funzionamento
La maggior parte dei convertitori tensione-frequenza si basa sulla tecnica del bilanciamento di carica.

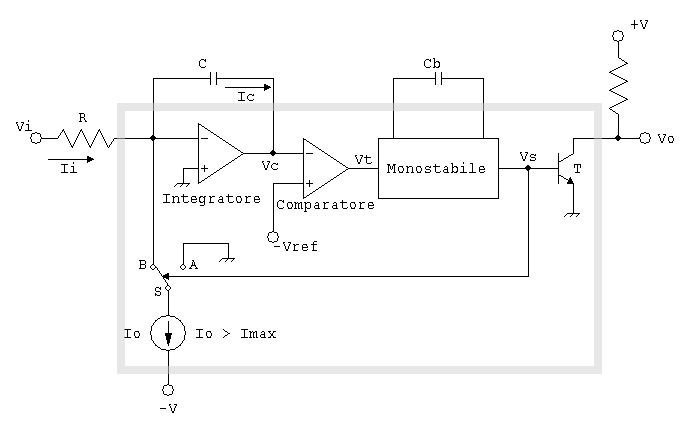
figura 2.1: Schema concettuale di un convertitore tensione frequenza.

Facendo riferimento alla figura 2.1, supponiamo che il commutatore S sia nella posizione A e che il segnale di ingresso Vi sia costante e positivo. Il condensatore C viene percorso da una corrente IC = Ii = Vi / R e la tensione di uscita dell'integratore ha come andamento quello di una retta esprimibile con la relazione
{\displaystyle V_{C}={\frac {-V_{i}}{R\cdot C}}\cdot t}
Quando la tensione VC assume valori al di sotto della tensione di riferimento -Vref, il comparatore commuta, portandosi a livello alto, e fa scattare il multivibratore monostabile. L'impulso positivo generato dal monostabile, la cui durata TB dipende da CB, satura il transistor T mandando la tensione di uscita V0 a livello basso. Lo stesso impulso sposta il commutatore S nella posizione B.
Durante l'intervallo TB il condensatore C è percorso da una corrente IC = Ii - I0. Visto che il generatore di corrente continua è realizzato in modo tale da produrre una corrente sempre maggiore a quella applicabile in ingresso al sistema, la corrente IC si inverte. Il condensatore C si carica con una corrente costante IC = Vi/R - I0 e la tensione VC inizia ad aumentare facendo commutare il comparatore. Il multivibratore monostabile rimane nel suo stato quasi-stabile per un intervallo TB fisso, durante il quale il condensatore continua a scaricarsi e la tensione VC ad aumentare. Al termine di questo intervallo di tempo, il monostabile torna nello stato stabile con l'uscita a livello basso. Il transistor T a questo punto si comporta come un interruttore aperto e porta la tensione V0 a livello alto mentre il commutatore S viene posizionato in A.

### Bilanciamento di carica e relazione tra frequenza e tensione
La quantità di carica ∆QA immagazzinata dal condensatore durante la carica e quella ∆QB sottratta durante la scarica valgono rispettivamente:
{\displaystyle \Delta Q_{A}=I_{i}\cdot T_{A}\qquad \qquad \Delta Q_{B}=\left(I_{i}-I_{0}\right)\cdot T_{B}}
A regime la tensione V0 presenta escursioni identiche in quanto la carica accumulata da C durante l'intervallo di tempo TA viene restituita durante l'intervallo TB (bilanciamento di carica). Di conseguenza la quantità di carica ∆QA e -∆QB sono uguali quindi si ha che
{\displaystyle T_{A}+T_{B}={\frac {I_{0}\cdot T_{B}}{I_{i}}}={\frac {R\cdot I_{0}\cdot T_{B}}{V_{i}}}}
e quindi la frequenza del segnale in uscita risulta:
{\displaystyle {\mathit {f}}={\frac {1}{T_{A}+T_{B}}}={\frac {V_{i}}{R\cdot I_{0}\cdot T_{B}}}}
Come si vede al frequenza del segnale di uscita è proporzionale alla tensione di ingresso Vi. Gli altri parametri che condizionano la frequenza sono: la corrente I0 che però è propria di ogni convertitore, il resistore R e il condensatore CB che sono generalmente componenti esterni. La capacità del condensatore C, che anch'esso è un componente esterno, non influisce sulla frequenza ma solo sull'ampiezza delle escursioni della tensione V0.

## Convertitore frequenza-tensione
La maggior parte dei convertitori tensione-frequenza possono lavorare in modo contrario tramite un'opportuna circuiteria esterna.

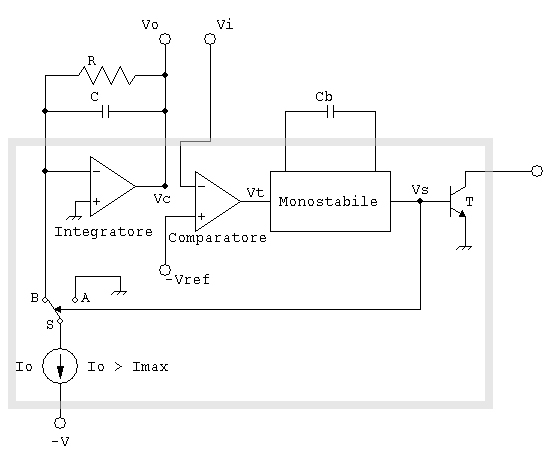
figura 3.1: Schema concettuale di un convertitore Frequenza Tensione.

Come illustrato in figura 3.1 l'ingresso del comparatore, invece di essere collegato all'uscita dell'integratore, riceve il segnale di ingresso Vi di frequenza variabile fi. L'uscita dell'integratore viene ora utilizzata come uscita del dispositivo dalla quale uscirà una tensione V0 proporzionale alla frequenza fi del segnale di ingresso.

### Principio di funzionamento
Ogni volta che il segnale Vi scende al di sotto di -Vref il comparatore commuta a livello alto attivando il monostabile. L'impulso positivo del monostabile sposta il commutatore S dalla posizione A alla posizione B e lo mantiene per tutto il periodo di tempo TB pari alla durata dell'impulso stesso. Durante questo intervallo il condensatore C dell'integratore tende a caricarsi per effetto della corrente I0. Alla fine dell'impulso il commutatore viene portato nella posizione A e il condensatore comincia a scaricarsi sul resistore R. A regime il valore medio della corrente che entra nel condensatore è uguale al valore medio della corrente di scarica che tramite R è proporzionale al valore medio della tensione V0 sul condensatore.
In conclusione, al variare della frequenza del segnale in ingresso, varia proporzionalmente il valore medio della corrente in ingresso a C e quindi il valore medio della tensione in uscita.
È da notare il fatto che dovendo Vi scendere sotto il valore di -Vref e rimanerci per un tempo inferiore alla durata dell'intervallo TB, il segnale di ingresso dovrebbe essere squadrato da un trigger di Schmitt e applicato al convertitore attraverso un circuito deviatore. Se il segnale di ingresso rimane al di sotto di -Vref per un tempo superiore a TB, l'uscita del comparatore, essendo allo stato alto, porterebbe ad un errato scatto del monostabile.